# Helvetica
Helvetica（赫尔维提卡体，意為「瑞士的」）是一種廣泛使用於拉丁字母的无衬线字体，由瑞士设计师马克斯·米丁格和爱德华·霍夫曼（Eduard Hoffmann）于1957年设计。

## 历史
Helvetica是由米丁格和霍夫曼在瑞士哈斯铸造所（Haas’sche Schriftgiesserei）所製做。作为排版铅字制作的。当时人们熟悉的是「国际字体风格」（也称为「瑞士风格」），比如Josef Muller-Brockmann在1896年推广Akzidenz Grotesk這類在50多年前制作的无衬线字体，并由德国铸造所Berthold持續進行市场推广。因此哈斯希望能设计一套新的无衬线字体能够与Akzidenz Grotesk在瑞士市场上竞争。最初的名称是「Neue Haas Grotesk」，意为「哈斯的新无衬线铅字」，后来哈斯的德国母公司斯滕佩尔（Stempel）在1960年曾考虑将名字改为 Helvetia（源自拉丁文的“瑞士”一词），不过最终改为Helvetica，在拉丁文中意味“瑞士的”，以使其更具有国际市场竞争力。现在，Helvetica 由Linotype公司所拥有，Stempel 是它的子公司。
纪录片电影导演盖瑞·胡斯崔特（Gary Hustwit）制作了一部关于Helvetica的同名纪录片。该片在2007年上映，纪念字体开发50周年。

## 特点
Helvetica被视作现代主义在字体设计界的典型代表。按照现代主义的观点，字体应该“像一个透明的容器一样”，使得读者在阅读的时候专注于文字所表达的内容，而不会关注文字本身所使用的字体。由于这种特点的存在，使得Helvetica适合用于表达各种各样的訊息，并且在平面设计界获得了广泛的应用。

## 其他类似字体

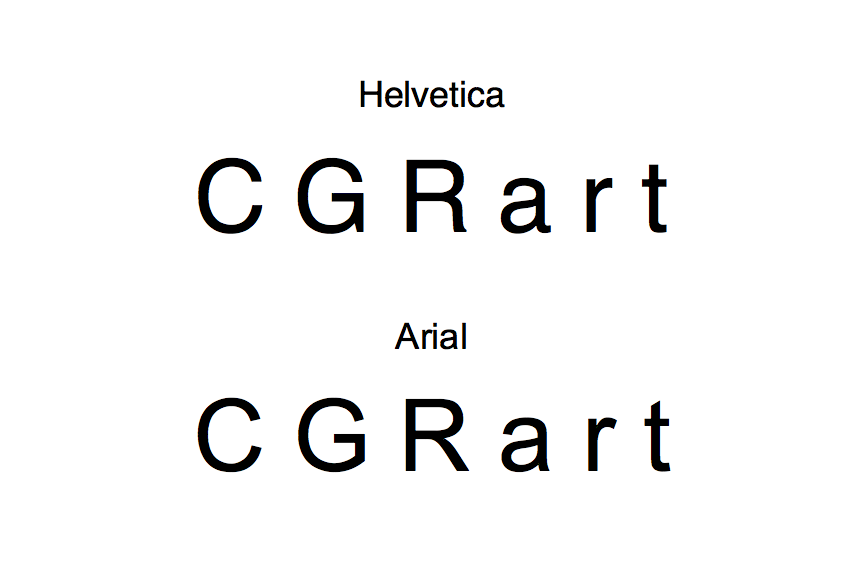
大寫字母C、G和R，還有小寫字母a、r和t可以用來快速識別Arial字體和Helvetica字體之間的差異。注意Helvetica字體的筆畫末端是橫平豎直的，這在C、r和t中尤其明顯。Arial字體的筆畫末端是傾斜的。Helvetica字體的大寫字母G有一個明顯的一豎，而Arial字體沒有。大寫字母的R字形和小寫字母a字形的末筆也明顯不同。

Helvetica最常見的派生字體，是Monotype公司于1982年出品的「Arial」字体。虽然在很多细节上與Helvetica有所不同，但許多非專業人士很容易將兩者混淆。Arial字体随着Microsoft Windows作業系統的附贈而迅速普及。
斯滕佩尔公司于1983年发布改进版本的Neue Helvetica，增加了更多不同的粗細與寬度的選擇。原来的Helvetica字体家族只有31种，新版本的Neue Helvetica有51种，而且以Univers为参照进行编号，以Neue Helvetica 55 Roman为基准，数字第一位为粗细，第二位为风格。现在Helvetica以及Neue Helvetica由于企业收购合并的原因，成为Linotype公司的商品和商标。

## 應用
Helvetica被广泛用于全世界使用拉丁字母和西里尔字母的国家。同样的风格也被移植到希腊字母、阿拉伯字母、希伯来字母和汉字。加拿大政府的联邦认证制度（corporate identity program）也使用了这个字体及其各種版本。
Helvetica被大量使用在标志、电视、新闻标题以及无数的商标。如3M、愛克發、BASF、American Apparel、BMW、Crate & Barrel 箱桶之家、精工愛普生、德国汉莎航空公司、芬迪、杰西潘尼、Jeep、川崎重工業、Knoll、英特尔、無印良品、雀巢、松下、微软、三菱電機、摩托羅拉、豐田、帕玛拉特、SAAB（Helvetica 83粗體）、三星、渣打銀行、史泰博、目標百貨、德士古等數百間主要企業的標誌都是使用Helvetica字體。
Helvetica是iOS 7與iOS 8系统的預設字体。系统中也包含Helvetica和Helvetica字体。Nimbus Sans（Linux系统中的預設字体）也是基于Helvetica的，Bitstream公司的Swiss 721 BT字体也是一样（从这个字体名字就可以看出）。
Helvetica在政府部门和公共机构中也获得广泛使用，例如美国华盛顿和波士顿的地鐵和大众交通系统采用了该字体。新的纽约地铁也将标志字体从Akzidenz Grotesk体转为Helvetica字体。

### 相關例子
- 九廣東鐵（現為港鐵東鐵綫）所有車站（翻新後的大圍站及落馬洲站除外）的站牌和指示牌均使用Helvetica，但於2008年已被港鐵換掉而消失。而港鐵公司於1998年前興建之車站（荔景、油麻地、九龍灣、牛頭角、觀塘站和北角站將軍澳綫月台除外）均使用Helvetica。九龍站月台是最後一個使用Helvetica的車站。港鐵現代化列車翻新前車廂使用Helvetica，1998年開始至2001年陸續翻新並更換字體而消失，只有車身中的車卡編號仍然使用Helvetica，其後該車在2020至2030年退役。
- 香港無綫電視明珠台新聞報道字幕系統於1986年12月至1994年5月期間使用Helvetica字體。
- 方正黑体、方正超粗黑、方正中等线的字体英文部分使用的是Helvetica。
- 臺北捷運的站內英文標示（不含站名）均使用Helvetica字體，無論是初期路網或是後面新建的車站皆同。[4]
- 香港交通路牌在1996年至2010年代期間曾使用Helvetica字體，其後恢復使用Transport字體。
- 中国大陆的央视曾在四套（1995年2月6日－1995年7月26日）、五套（1994年12月1日－1995年7月26日）的报时器字体使用类似于Helvetica的字体，1996年4月1日－1998年6月1日，三套/五套到八套的报时器字体采用Helvetica。
- 渣打銀行2021年前標誌使用Helvetica字體

### 深入阅读
- The Scourge of Arial（页面存档备份，存于） - 关于Arial字体的制作以及与Helvetica字体的渊源
- 区别Helvetica和Arial（页面存档备份，存于）
- Arial字體與Helvetica字體之間的標誌（页面存档备份，存于）